# Chicago Film Critics Association Awards 2017
30. ročník předávání cen asociace Chicago Film Critics Association se konal dne 12. prosince 2017.

## Vítězové a nominovaní

### Nejlepší film
Lady Bird
- Dej mi své jméno
- Dunkerk
- Tvář vody
- Tři billboardy kousek za Ebbingem

### Nejlepší režisér
Christopher Nolan - Dunkerk
- Guillermo del Toro - Tvář vody
- Greta Gerwig - Lady Bird
- Jordan Peele - Uteč
- Luca Guadagnino – Dej mi své jméno

### Nejlepší adaptovaný scénář
James Ivory – Dej mi své jméno
- Hampton Fancher a Michael Green – Blade Runner 2049
- Scott Frank, James Mangold a Michael Green – Logan: Wolverine
- Virgil Williams a Dee Rees – Mudbound
- Scott Neustadter a Michael H. Weber – The Disaster Artist: Úžasný propadák

### Nejlepší původní scénář
Uteč – Jordan Peele
- Pěkně blbě – Emily V. Gordon a Kumail Nanjiani
- Lady Bird – Greta Gerwig
- Nit z přízraků – Paul Thomas Anderson
- Tvář vody – Guillermo del Toro a Vanessa Taylor
- Tři billboardy kousek za Ebbingem – Martin McDonagh

### Nejlepší herec v hlavní roli
Timothée Chalamet – Dej mi své jméno
- James Franco – The Disaster Artist: Úžasný propadák
- Daniel Day-Lewis – Nit z přízraků
- Harry Dean Stanton – Lucky
- Gary Oldman – Nejtemnější hodina

### Nejlepší herečka v hlavní roli
Saoirse Ronan – Lady Bird
- Sally Hawkins – Tvář vody
- Frances McDormandová – Tři billboardy kousek za Ebbingem
- Margot Robbie – Já, Tonya
- Vicky Krieps – Nit z přízraků

### Nejlepší herec ve vedlejší roli
Willem Dafoe – The Florida Project
- Armie Hammer – Dej mi své jméno
- Sam Rockwell – Tři billboardy kousek za Ebbingem
- Jason Mitchell – Mudbound
- Michael Stuhlbarg – Dej mi své jméno

### Nejlepší herečka ve vedlejší roli
Laurie Metcalf – Lady Bird
- Holly Hunter – Pěkně blbě
- Allison Janney – Já, Tonya
- Lesley Manville – Nit z přízraků
- Mary J. Blige – Mudbound

### Nejlepší dokument
Jane
- Abacus: Small Enough to Jail
- Město duchů
- Ex Libris: knihovny New Yorku
- Visages, villages
- Kedi

### Nejlepší cizojazyčný film
Čtverec
- 120 BPM
- Nemilovaní
- Fantastická žena
- Raw

### Nejlepší animovaný film
Coco
- Živitel
- Kimi no na wa.
- LEGO Batman film
- S láskou Vincent

### Nejlepší kamera
Roger Deakins – Blade Runner 2049 
- Hoyte van Hoytema – Dunkerk
- Dan Laustsen – Tvář vody
- Rachel Morrison – Mudbound
- Alexis Zabe – The Florida Project

### Nejlepší střih
Jonathan Amos a Paul Machliss – Baby Driver
- Walter Fasano – Dej mi své jméno
- Lee Smith – Dunkerk
- Sean Baker – The Florida Project
- Gregory Plotkin – Uteč

### Nejlepší výprava
Blade Runner 2049
- Tvář vody
- Kráska a zvíře
- Dunkerk
- Nit z přízraků

### Nejlepší skladatel
Jonny Greenwood – Nit z přízraků
- Benjamin Wallfisch a Hans Zimmer – Blade Runner 2049
- Hans Zimmer– Dunkerk
- Alexandre Desplat – Tvář vody
- Michael Giacchino – Válka o planetu opic

### Nejslibnější filmař
Greta Gerwig – Lady Bird
- Kogonada – Columbus
- Jordan Peele – Uteč
- Julia Ducournau – Raw
- John Carroll Lynch – Lucky

### Nejslibnější umělec
Timothée Chalamet – Dej mi své jméno
- Florence Pughová – Lady Macbeth
- Dafne Keen – Logan: Wolverine
- Jessie Pinnick – Princezna Cyd
- Brooklynn Prince – The Florida Project